# 地獄に堕ちた野郎ども
『地獄に堕ちた野郎ども』（原題：Damned Damned Damned）は、ロックバンド、ダムド初のスタジオ・アルバムである。

## 解説
デビュー・シングル「ニュー・ローズ」（1976年）に続いて発表された作品で、イギリスのパンク・ロック・シーンにおける初のアルバムとされている。本作の発表と同時期に、「ニート・ニート・ニート」がバンドのセカンド・シングルとして発表された。
本作の邦題は、グループ名「The Damned（ダムド）」と同じ題の映画『The Damned』の邦題『地獄に堕ちた勇者ども』に由来している。
2002年に発売された日本盤再発CDは、オリジナルLPには収録されていなかったシングルB面曲2曲がボーナス・トラックとして追加収録された。
2007年には、本作のリリース30周年を記念して、ボーナス・ディスク2枚が付属したリマスターCD『30th Anniversary Expanded Edition』がヨーロッパやアメリカでリリースされた。

## 収録曲
特記なき楽曲は作詞・作曲ともブライアン・ジェイムスによる。
1. ニート・ニート・ニート - "Neat Neat Neat" - 2:42
2. ファン・クラブ - "Fan Club" - 2:55
3. アイ・フォール - "I Fall" - 2:05
4. ボーン・トゥ・キル - "Born to Kill" - 2:37
5. スタッブ・ユア・バック - "Stab Yor Back" (Rat Scabies) - 0:58
6. フィール・ザ・ペイン - "Feel the Pain" - 3:37
7. ニュー・ローズ - "New Rose" - 2:42
8. フィッシュ - "Fish" - 1:38
9. シー・ハー・トゥナイト - "See Her Tonite" - 2:28
10. ワン・オブ・ザ・ツー - "1 of the 2" - 3:07
11. ソー・メスト・アップ - "So Messed Up" - 1:51
12. アイ・フィール・オールライト - "I Feel Alright" (The Stooges) - 4:26

### 日本盤再発CD（2002年）ボーナス・トラック
1. ヘルプ - "Help" (Lennon, McCartney) - 1:43
2. シンガロンガ・スキャビーズ - "Singalongascabies" (R. Scabies) - 0:59

### 2007年再発盤ボーナス・ディスク

#### ディスク2
デモ音源、シングルB面曲、BBC「ピール・セッション」でのスタジオ・ライヴ音源、1977年5月17日のライヴ音源を含む内容。
1. "I Fall" - 2:56
2. "See Her Tonite" - 2:40
3. "Feel the Pain" - 5:11
4. "Help" (Lennon, McCartney) - 1:43
5. "Stab Yor Back" (R. Scabies) - 0:59
6. "Neat Neat Neat" - 2:39
7. "New Rose" - 2:40
8. "So Messed Up" - 2:28
9. "I Fall" - 2:10
10. "Singalongascabies" (R. Scabies) - 1:00
11. "Fan Club" - 3:03
12. "Feel the Pain" - 3:33
13. "Stretcher Case Baby" (R. Scabies) - 1:48
14. "Sick of Being Sick" - 2:29
15. "I Feel Alright" (The Stooges) - 4:49
16. "Born to Kill" - 3:01
17. "Sick of Being Sick" - 2:50
18. "Neat Neat Neat" - 2:56
19. "Fan Club" - 2:55
20. "Stretcher Case Baby" - 2:26
21. "Help" (Lennon, McCartney) - 1:32
22. "Stab Yor Back" (R. Scabies) - 1:02
23. "So Messed Up" - 2:35
24. "New Rose" - 3:26
25. "Stretcher Case Baby" (R. Scabies) - 2:14
26. "Sick of Being Sick" - 1:59

#### ディスク3
デビュー前の1976年7月6日に100クラブで行われたライヴを収録。
1. "1 of the 2" - 3:41
2. "New Rose" - 2:57
3. "Alone" - 3:50
4. "Help" (Lennon, McCartney) - 1:47
5. "Fan Club" - 3:01
6. "I Feel Alright" (The Stooges) - 4:20
7. "Feel the Pain" - 4:46
8. "Fish" - 1:50
9. "I Fall" - 2:10
10. "Circles" (Pete Townshend) - 4:42
11. "See Her Tonite" - 2:51
12. "So Messed Up" - 2:38

## 参加ミュージシャン
- デイヴ・ヴァニアン - ボーカル
- ブライアン・ジェイムス - ギター
- キャプテン・センシブル - ベース
- ラット・スキャビーズ - ドラムス